# William Clay Ford, Sr.
William Clay Ford, Sr, född 14 mars 1925 i Kansas City i Missouri, död 9 mars 2014 i Grosse Pointe Shores i Michigan, var en amerikansk affärsman. Han var yngste son till Edsel Ford, yngre bror till Henry Ford II samt sonson till Henry Ford. Under många år arbetade William Clay Ford, Sr. inom Ford Motor Companys högsta ledning.